# Osterweddingen
Osterweddingen is een plaats in de Duitse gemeente Sülzetal. De gemeente ligt in de Landkreis Börde in de deelstaat Saksen-Anhalt. Osterweddingen telt 2.077 inwoners (2006).